# 개성시대
《개성시대》는 KBS 2TV에서 1995년 5월 2일부터 1996년 4월 28일까지 방영되었던 KBS 2TV 일요아침드라마이다.

## 트리비아
이 드라마는 당초 〈독신 이야기〉란 제목이었으나 어감상 좋지 않다는 판단 아래 변경됐다. 또한 1995년 8월 29일까지 화요일 오후 8시 30분에 방송됐지만 《사랑한다면서》의 조기 조영으로 9월 10일부터 일요아침드라마로 바뀌었다. 하지만 《사랑한다면서》가 그랬던 것처럼 MBC 《짝》과 SBS 《까치네》의 아성을 넘지 못했다. 아울러, 1995년 8월 7일 방영분에서 특정 음식점의 상호를 노출하고 음식점 내부를 장시간 보여줬다는 이유로 방송위원회로부터 '경고' 조치를 받았다.

## 기획 의도
독신생활을 선호하는 요즘 세대의 의식 반영과 얼핏 자유로운 더 책임을 스스로 져야하는 싱글들의 진지한 삶의 모습을 통해 성숙한 인간으로 성장 과정을 통해 묘사 드라마이다.

## 등장 인물
- 임동진
- 사미자
- 이영후
- 선우용녀
- 김승환
- 김진아
- 하유미
- 김호진
- 이지형
- 선우재덕
- 궁선영 (중도하차)
- 이영범
- 박선영
- 안문숙
- 이민우
- 송윤아
- 이한위
- 최재원
- 김덕현
- 김동수
- 이두일
- 손현주
- 신윤정
- 전미선
- 김현숙
- 조형기
- 이한우
- 김린
- 성지은
- 이의정
- 우희진
- 조하나
- 김광필
- 박상아
- 차태현
- 이형철
- 인병국
- 최정
- 노희지
- 전유경

## 에피소드 목록

### 1995년
- 제1화 첫 눈에 반하는 현상
- 제2화 실연 후유증.
- 제5화 남자로 보인다는 것.
- 제4화 남녀사이의 유전은 가능한가?
- 제5화 미움의 사랑
- 제6화 소심한 남자와 대담한 여자
- 제7화 어떤 만남
- 제8화 작전이 성공할까?
- 제9화 여름이 시작할때
- 제10화 누군가 결혼할때
- 제11화 가장 여자다운 여자가 되는 방법
- 제12화 돌아온 남자
- 제13화 그래 결심했어!
- 제14화 사랑해? 말어?
- 제15화 바람과 함께 나타나다
- 제16화 은반의의 결심
- 제17화 내 마음을 아세요?
- 제18화 한 여름 된서리
- 제19화 한가위가 시작할때
- 제20화 데이트 작전
- 제21화 기분
- 제22화 남자에게 실망할때
- 제23화 열등감
- 제24화 가을
- 제25화 고민많은 계절
- 제26화 머피의 법칙
- 제27화 결혼의 계절
- 제28화 셀리의 법칙
- 제29화 비밀은 없어
- 제30화 슬픈인연
- 제31화 사랑의 변주곡
- 제32화 겨울전주곡
- 제33화 간이 큰 남자
- 제34화 성탄절의 기적
- 제35화 마음의 고향

### 1996년
| 회차 | 방송일   | 제목 (내용)          | 비고     |
| ---- | -------- | -------------------- | -------- |
| 36   | 1월 7일  | 신혼일기             |          |
| 37   | 1월 14일 | 망아지와 조련사      |          |
| 38   | 1월 21일 | 아빠는 외출중        |          |
| 39   | 1월 28일 | 미묘한 관계          |          |
| 40   | 2월 4일  | 남자가 왜 그래?      |          |
| 41   | 2월 11일 | 변신 대신 망신       |          |
| 42   | 2월 18일 | 오메, 어쩐다냐?      |          |
| 43   | 2월 25일 | 어른들의 이야기      |          |
| 44   | 3월 3일  | 가난한 연인들의 노래 |          |
| 45   | 3월 10일 | 아내를 속이는 재미   |          |
| 46   | 3월 17일 | 아내를 속이는 재미   |          |
| 47   | 3월 24일 | 서러움이 지나가      |          |
| 48   | 3월 31일 | 오해는 사랑의 적     |          |
| 49   | 4월 7일  | 사랑은 감동에서 온다 |          |
| 50   | 4월 14일 | 우리 애기 맞아?      |          |
| 51   | 4월 21일 | 가물치와 공기 청정기 |          |
| 52   | 4월 28일 | 우리 인생의 나날들   | 마지막회 |